# Washington megye (Florida)
Washington megye az Amerikai Egyesült Államokban, azon belül Florida államban található. Megyeszékhelye és legnagyobb városa Chipley. Lakosainak száma 25 318 fő (2020. április 1.). Washington megye Holmes, Bay, Jackson és Walton megyékkel határos.

## Népesség
A megye népességének változása:
| Lakosok száma | 24 756 | 24 585 | 24 854 | 24 624 | 24 687 | 25 318 |
|               | 2010   | 2011   | 2012   | 2013   | 2015   | 2020   |